# Augustus (maand)

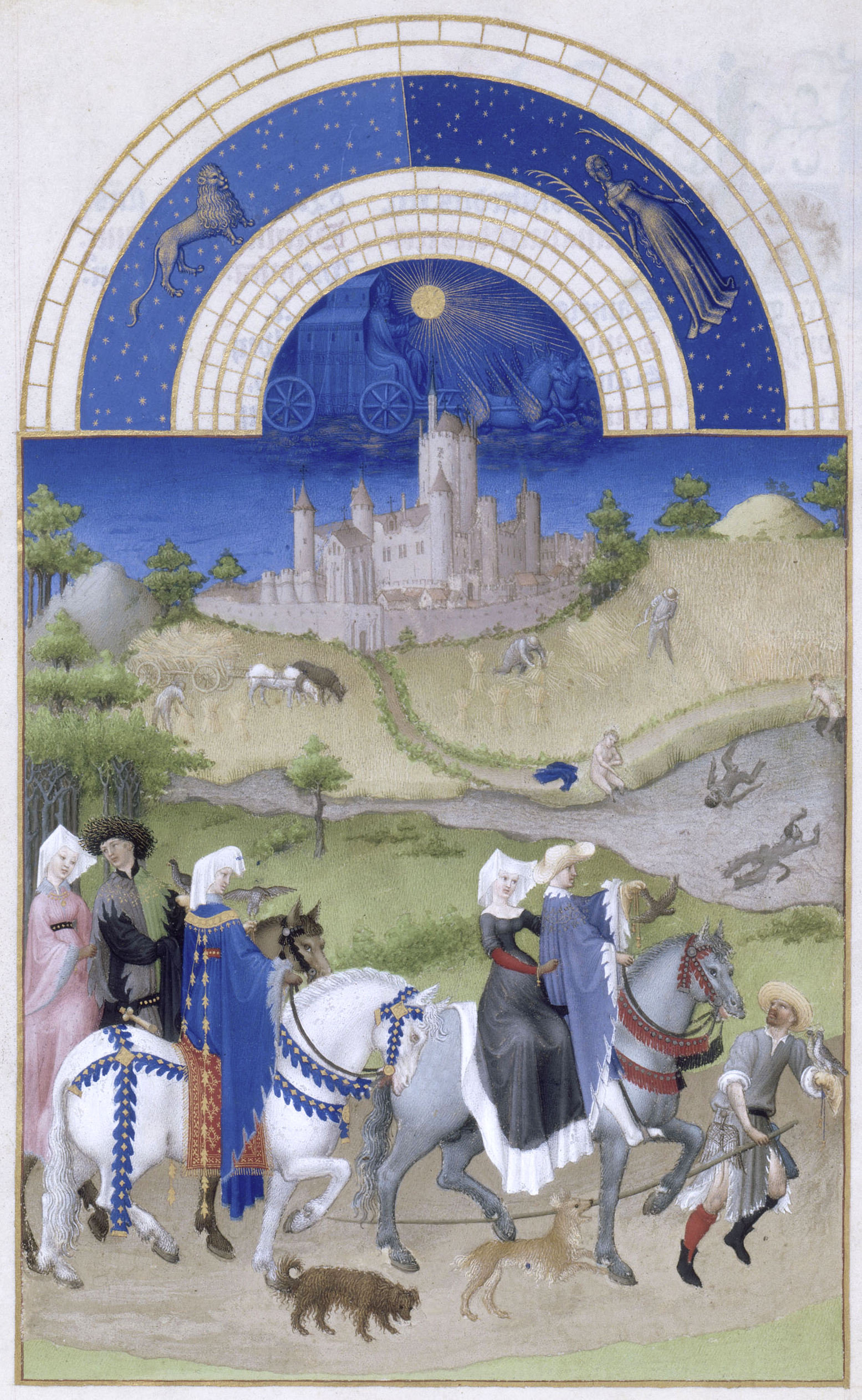
Afbeelding bij augustus in Les Très Riches Heures du duc de Berry (± 1410)

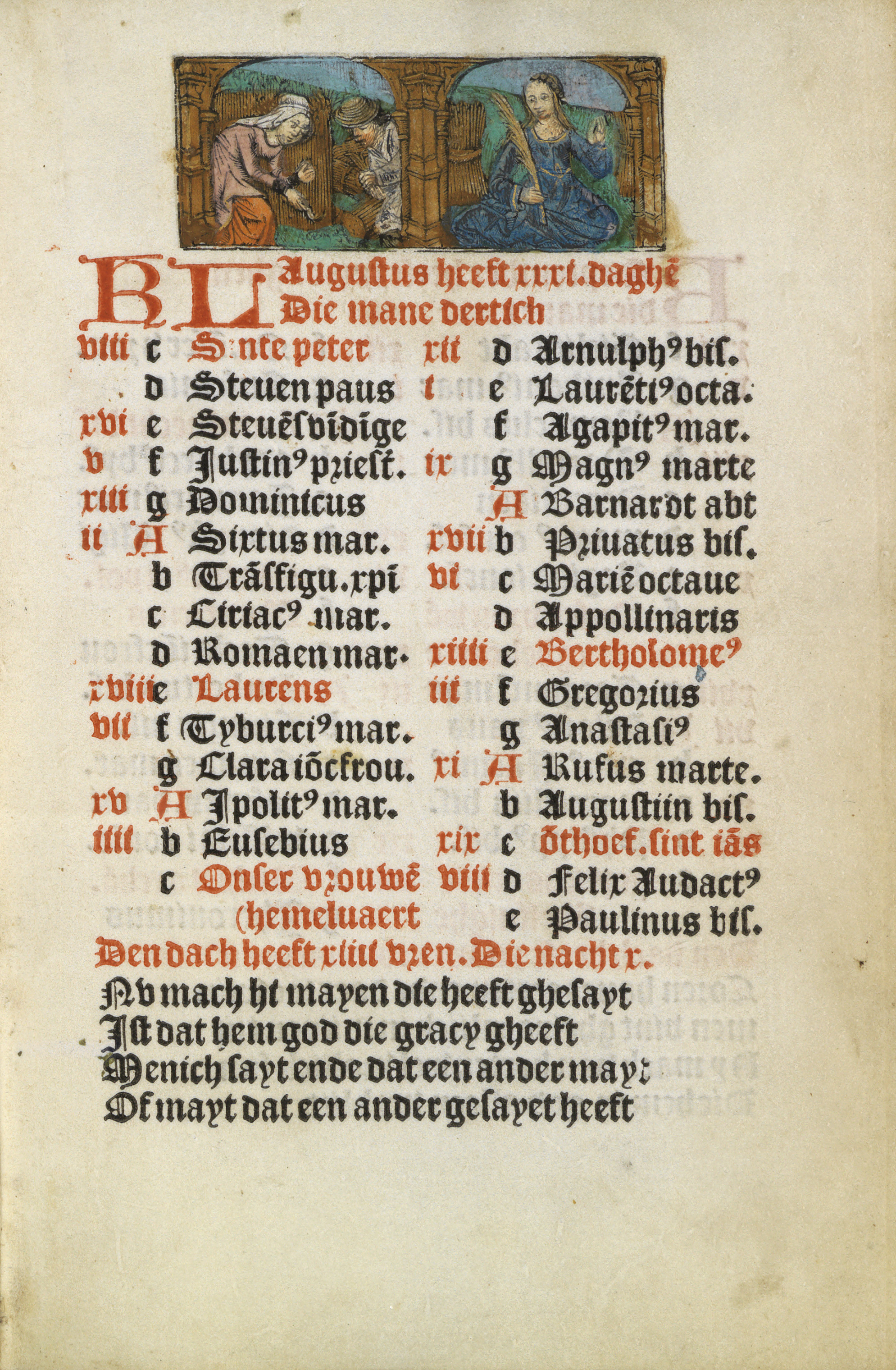
Augustus in het Getijdenboek Wolfgang Hopyl

Augustus, ook wel oogstmaand genoemd, is de achtste maand van het jaar in de gregoriaanse kalender. De maand heeft 31 dagen. Augustus is vernoemd naar de Romeinse princeps Gaius Julius Caesar Octavianus (Augustus). In een schrikkeljaar begint augustus op dezelfde dag van de week als februari. In andere jaren begint augustus steeds op een andere dag dan de overige elf maanden.

## Naam en positie in de kalender
Voordat de maand naar keizer Augustus genoemd werd, was het de zesde maand in de Romeinse kalender, onder de naam Sextilis, wat "zesde maand" betekent. Volgens de Romeinse kalender begon het nieuwe jaar immers op 1 maart. Sextilis werd in 8 v. Chr. omgedoopt tot "augustus" ter ere van keizer Augustus, die in deze maand (in 43 v. Chr.) consul werd, en in dezelfde maand verschillende overwinningen behaalde (vb. in Egypte in 30 v. Chr.).
Het verhaal wil dat Augustus niet voor Julius Caesar wilde onderdoen en daarom een dag van februari heeft afgehaald. Dit klopt niet, want al onder Numa Pompilius had februari 28 dagen. De keuze voor februari als "schrikkelmaand" stamt uit de tijd dat maart nog de eerste maand van de Romeinse kalender was. Hierdoor was februari de laatste maand, waarachter men dan van tijd tot tijd "schrikkeldagen" aan toevoegde om weer overeen te komen met een zonnejaar Aldus voegde Julius Caesar in zijn nieuwe kalender zijn schrikkeldagen toe aan februari, de tweede maand.

## Sterrenbeelden
De sterrenbeelden van augustus zijn Leeuw en, vanaf 21 augustus, Maagd. In werkelijkheid staat de zon tot 10 augustus in het sterrenbeeld Kreeft, en daarna in Leeuw.

## Oogst
Augustus is op het noordelijk halfrond de maand waarin de oogst wordt binnengehaald. Het woord oogst is zelf van de naam augustus afgeleid. 15 augustus is in België een officiële feestdag (Maria-Tenhemelopneming) en wordt ook Halfoogst genoemd.

## Meteorologie
Op het noordelijk halfrond is augustus de derde en laatste maand van de meteorologische zomer. De eerste helft van de maand behoort tot de zogeheten hondsdagen, de gemiddeld warmste periode van het jaar. In de loop van de maand begint de gemiddelde etmaaltemperatuur iets terug te lopen. De gemiddelde temperatuur over de gehele maand ligt een fractie lager dan in juli.
Op het zuidelijk halfrond is augustus de derde en laatste maand van de meteorologische winter.

### Weerspreuken
- Geeft augustus niet veel regen, maar wel veel zonneschijn, dan krijgen we zeker goede wijn.
- Als augustus zonder regen henen gaat, zal men zien dat de koe mager voor de kribbe staat.
- Augustus eerste week heet en laf, ziet men veel winterse sneeuw, wacht maar af.
- Noordenwind in augustus opgestaan, brengt standvastig weder aan.

## Afbeeldingen

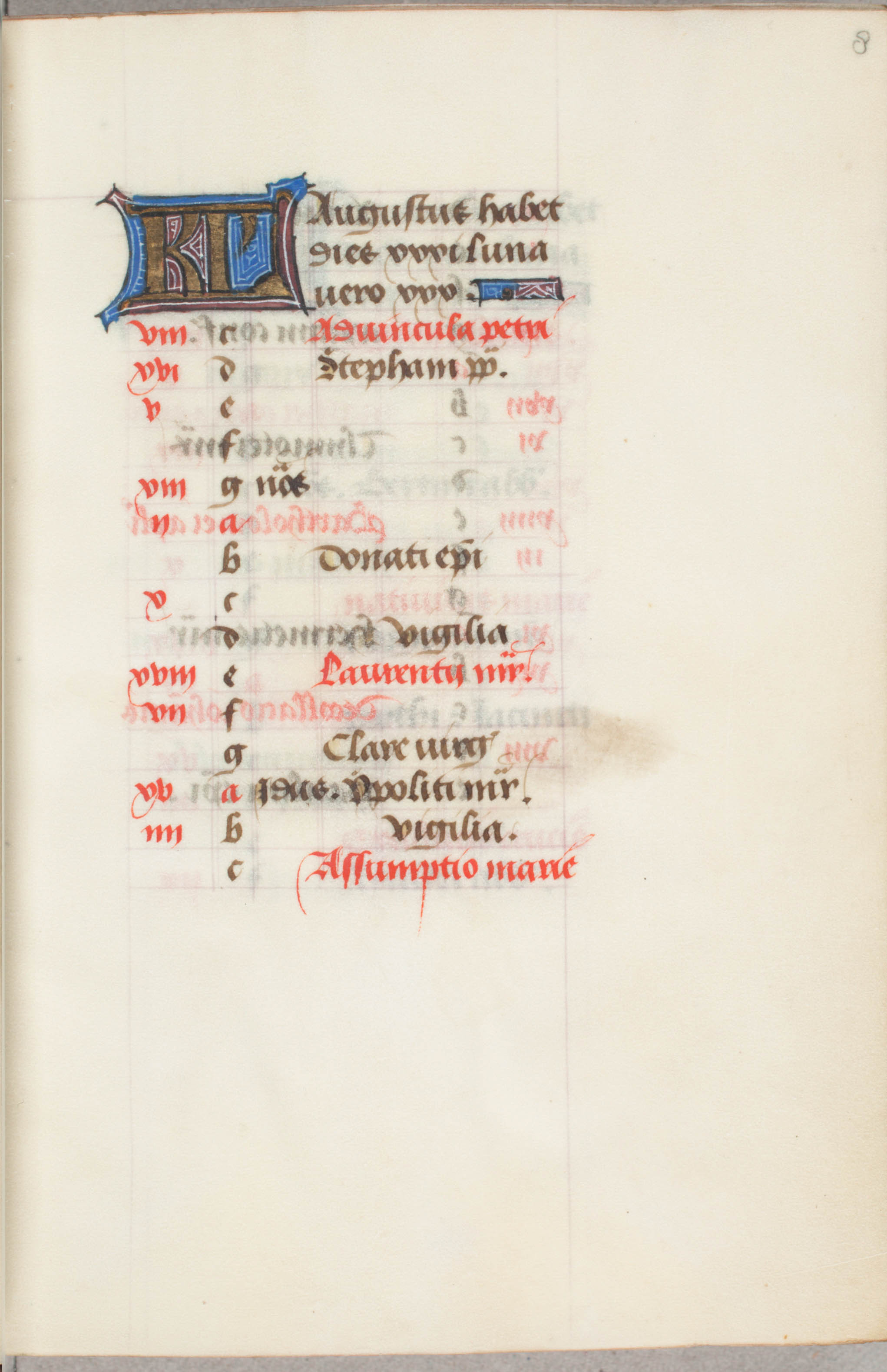
Augustus in het Trivulzio-getijdenboek
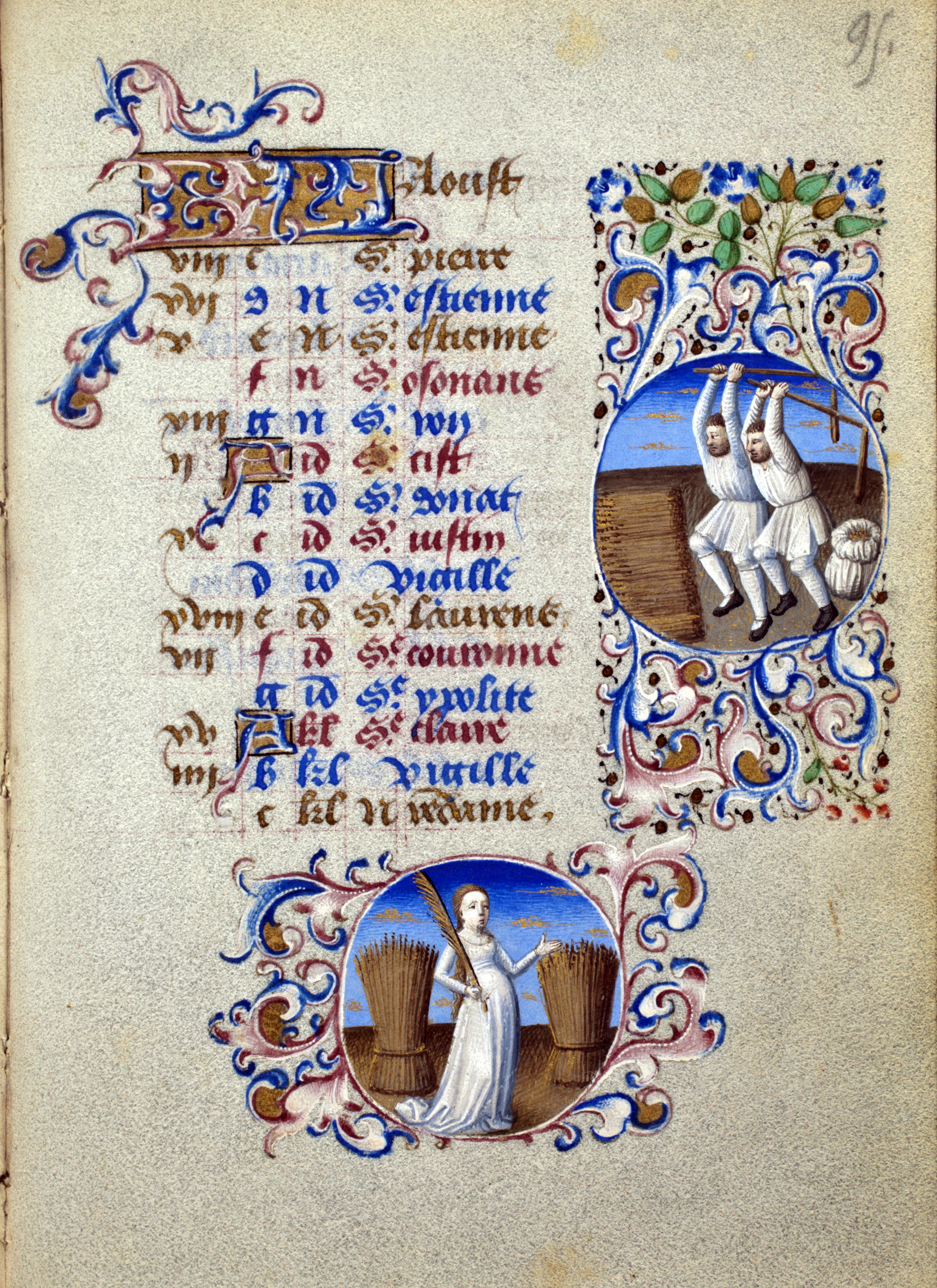
Augustus in het getijdenboek van Simon de Varie
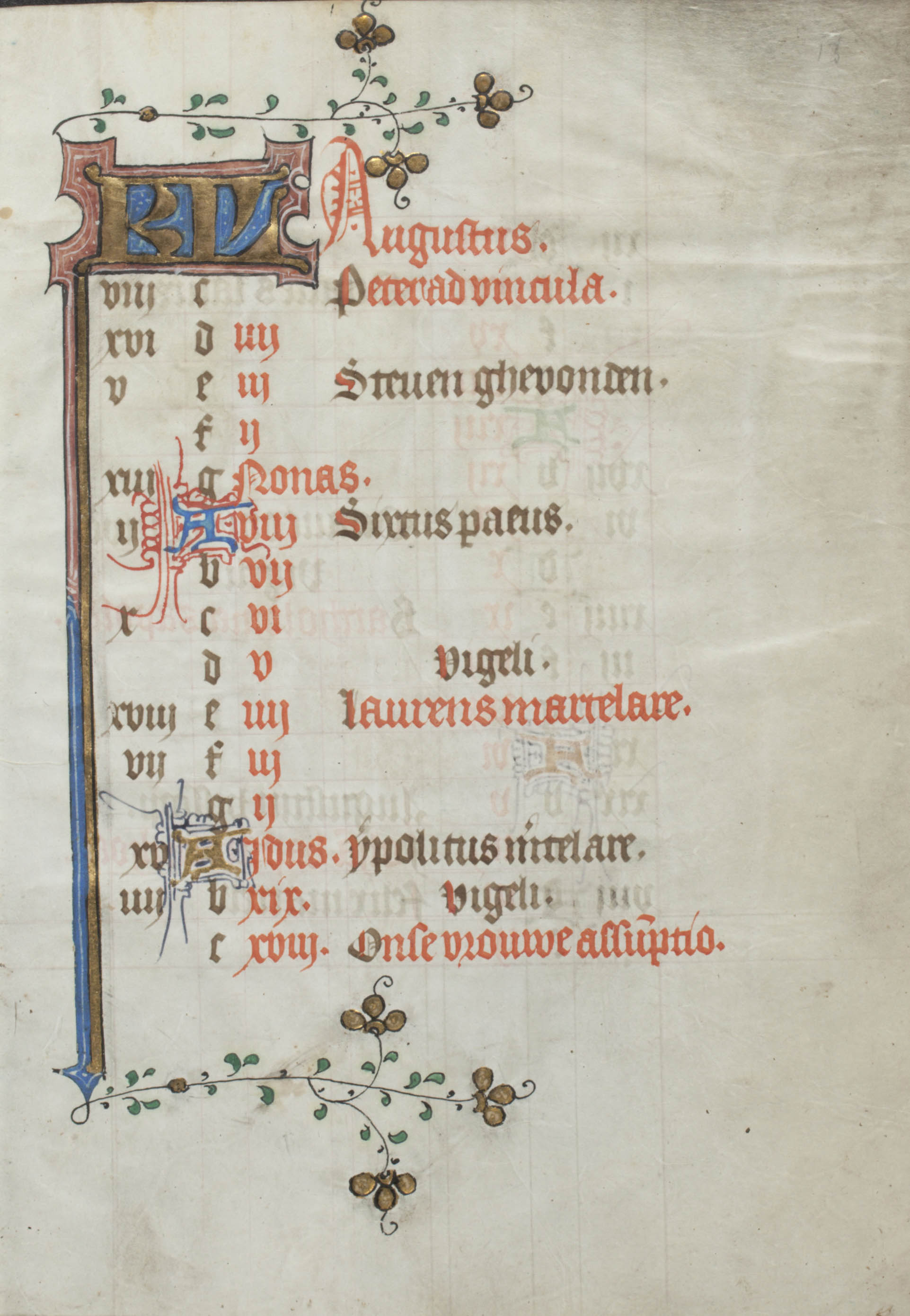
Augustus in het getijdenboek van de Meesters van Zweder van Culemborg
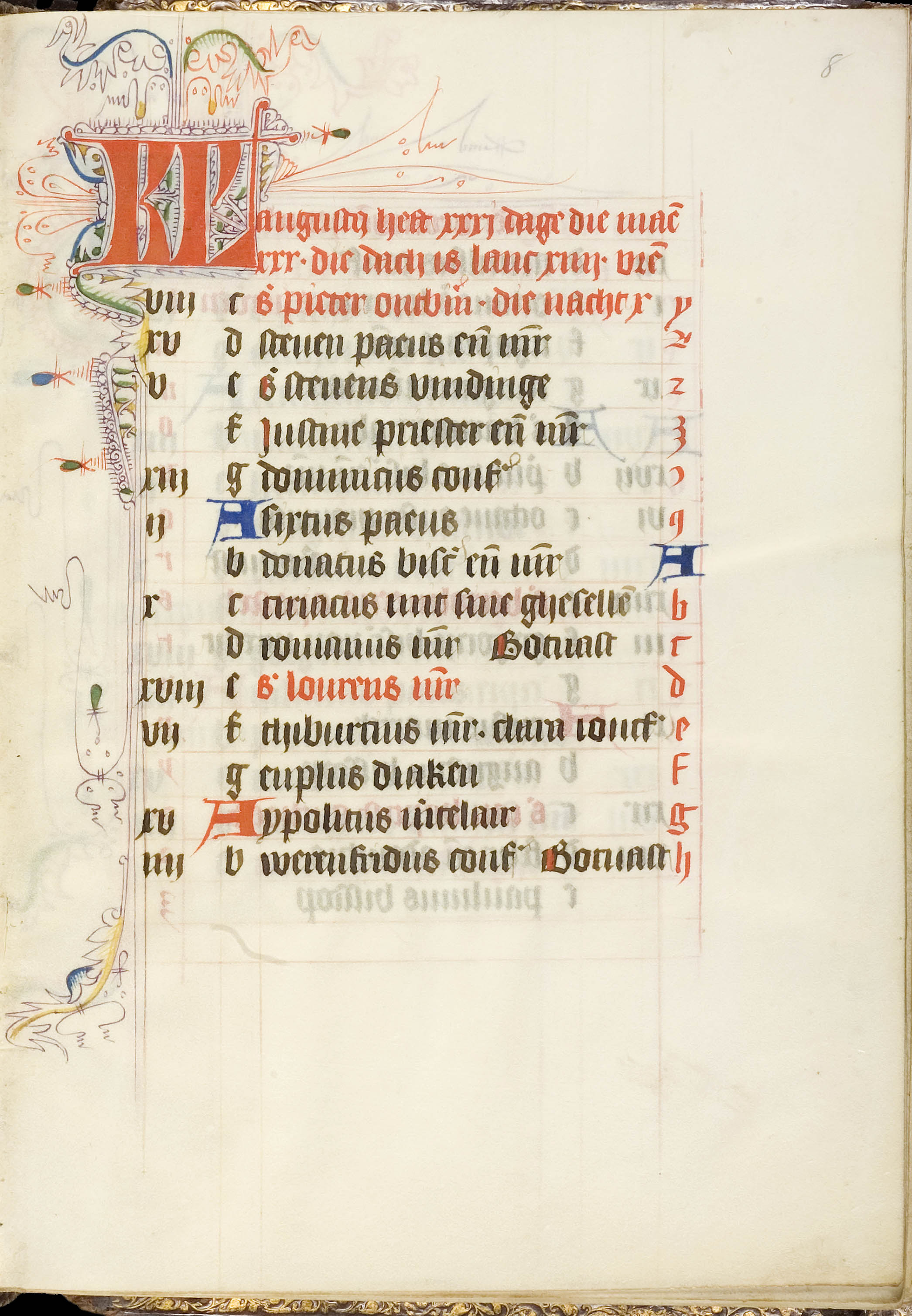
Augustus in het Bout Psalter-getijdenboek
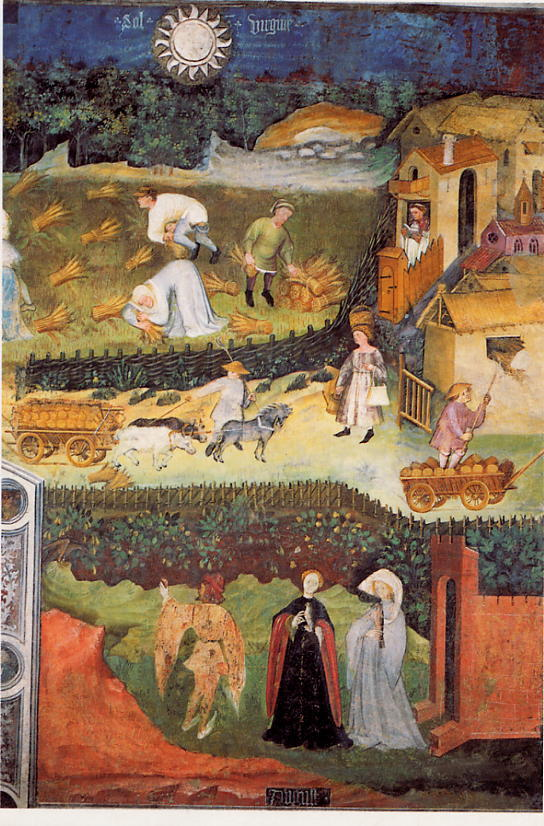
Augustus, fresco in de Torre Aquila in Trente
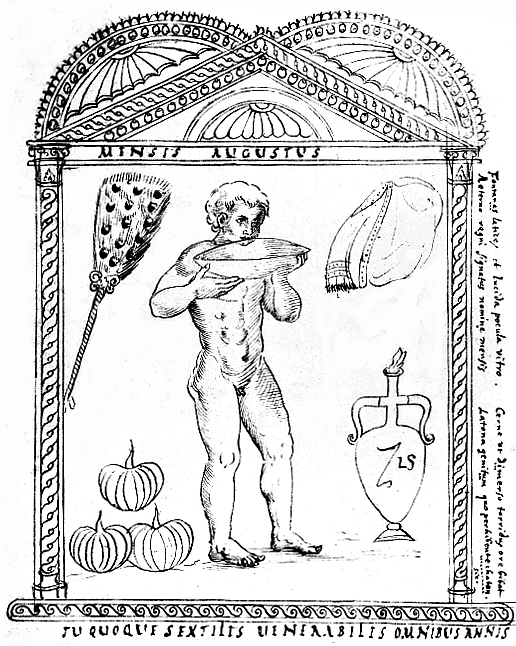
De maand augustus, uit de Chronograaf van 354 van de Romeinse kalligraaf Filocalus

januari · februari · maart · april · mei · juni · juli · augustus · september · oktober · november · december